# 周贤 (1973年)
周贤（1973年1月—），男，湖南祁东人，中华人民共和国政治人物。

## 生平
1973年1月，周贤出生在湖南省祁东县。1993年4月，周贤加入中国共产党。周贤先后出任湘乡市人民政府副市长，中共湘潭县委常委、组织部长、统战部长，中共湘潭县委常委、湘潭县人民政府常务副县长，中共湘潭县委副书记，湘潭市人力资源和社会保障局党组副书记。2021年10月，周贤出任安化县人民政府县长。

### 落马
2022年6月月初，周贤涉嫌严重违纪违法，主动投案，经湖南省纪委监委指定，接受湘西土家族苗族自治州纪委监委纪律审查和监察调查。